# Zu ebener Erde und erster Stock
Zu ebener Erde und erster Stock oder Die Launen des Glücks ist eine Localposse mit Gesang von Johann Nestroy in drei Aufzügen. Das Stück entstand 1835 und wurde am 24. September dieses Jahres im Theater an der Wien uraufgeführt.

## Inhalt
In der ärmlichen Wohnung des Tandlers Schlucker „zu ebener Erde“ versucht Sepherl, ihre Gläubiger zur Nachsicht zu bewegen, während im ersten Stock die Bedienten des Millionärs Goldfuchs alles für den Ball am Abend vorbereiten. Damian versucht, den abenteuerlüsternen Monsieur Bonbon von seiner Geliebten Salerl fernzuhalten. Oben handelt der geldgierige Bediente Johann seinen Profit bei den Lieferanten aus.
„Denn Halunken giebt’s unter d’Bedienten, ’s is g’wiß,
Das kann der nur beurtheil’n, der selb’r einer is.“ (Erster Act, 3te Scene)
Der Vermieter des Hauses, Herr Zins, hält bei Goldfuchs um die Hand seiner Tochter Emilie an. Doch er wird sowohl von diesem, der Monsieur Bonbon für seine Tochter ausgesucht hat, als auch von Emilie selbst abgewiesen, denn sie ist in den Tandlerjungen Adolph verliebt. Adolph schreibt für Damian einen Liebesbrief in Salerls Namen an Monsieur Bonbon. Da lässt Emilie an einer Schnur einen Brief für Adolph herunter, aber Schlucker fängt ihn ab. Erbost verfasst er einen Antwortbrief, mit dem er die Beziehung zerstören will.
Adolph: „Vater, das könnten Sie?!“
Schlucker: „O ja, ich kann Flegel seyn.“ (I. Act, 13te Scene)

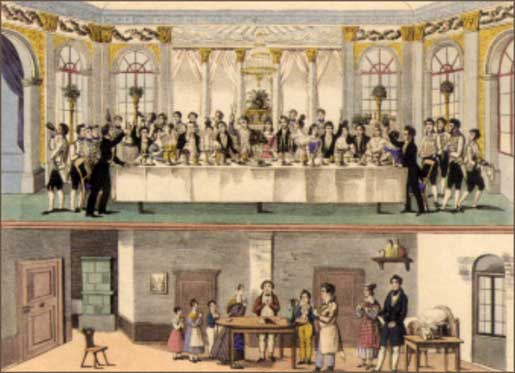
Chor der Gäste oben und Tischgebet unten, Szenenbild aus der Wiener Theaterzeitung (1835)

Es kommt zum Streit zwischen Adolph und Schlucker, der dem jungen Mann im Zorn verrät, dass er nur ein Ziehsohn sei. Durch eine Verwechslung erhält Emilie den falschen Liebesbrief, während Bonbon die grobe Abweisung bekommt. Unten sucht die Tandlerfamilie verzweifelt etwas zu essen, während im ersten Stock bei reich gedeckter Tafel gefeiert wird, da Monsieur Bonbon zum Schrecken von Emilie mit ihr verlobt wird. Zu ebener Erde besucht Zins Schlucker und Damian, er will Adolph aus dem Weg schaffen, um Emilie erobern zu können und der Vater willigt ein, seinen Ziehsohn weit wegzuschicken. Droben teilt Johann in der Küche seinen Betrugsgewinn mit Meridon.
„Ja, ja, Einverständnis muß seyn, wenn es beym Betrug honett hergeh’n soll.“ (II. Act, 4te Scene)
Goldfuchs erfährt von Wermut, dass sein Sohn große Schulden machte und er dafür aufkommen müsse. Wegen eines Streites Emilies mit Bonbon erfährt Johann ihre geheime Liebe zu Adolph, was der hinterlistige Diener zu seinem Vorteil auszunutzen gedenkt.
Oben werden die letzten Vorbereitungen für den Abend getroffen, im Erdgeschoß gehen alle zu Bett. Fanny bringt Adolph eine Nachricht von Emilie und informiert ihn über die Ereignisse im ersten Stock. Das Liebespaar plant, am nächsten Tag zu fliehen, da sie darin die einzige Hoffnung sehen. Unten kommt das Glück ins Haus, denn Sepherl erfährt, dass sie einen Lotteriegewinn hat. Oben wird Herrn Goldfuchs die Nachricht überbracht, dass sein Schiff gesunken und somit auch die viel Gewinn verheißende Anlage seines Geldes verloren gegangen ist. Auch Bonbon kommt dadurch um sein ganzes Vermögen. Während im Erdgeschoß alle jubeln, ist die Stimmung im ersten Stock tief gedrückt. Johann zeigt sein wahres Gesicht, als er sein Geld, das er bei Goldfuchs angelegt hat, zurückfordert und kündigt. Auch informiert er ihn, dass Emilie sich in Adolph verliebt hat. Unten teilt ein Beamter Adolph mit, dass dessen leiblicher Vater, der das Kind als armer Mann der Familie Schlucker in Pflege gegeben hat, noch lebt. Er war in Ostindien steinreich geworden und Adolph ist sein Alleinerbe. Schlucker beginnt sofort, sich bei ihm wieder einzuschmeicheln:
„Das mit dem Brief heut, glaub’n sie mir, Herr von Adolph, das war ein bloßes Mißverständnis; wie hätt’ ich sonst die Frechheit gehabt!“ (III. Act, 4te Scene)
Währenddessen wirbt Johann um Salerl und Damian um Fanny, doch beide werden abgewiesen. Damian erkennt reumütig seinen Fehler und bittet Salerl um Vergebung. Zins macht der Familie Schlucker das Angebot, in den ersten Stock umzuziehen, während die verarmte Familie Goldfuchs die Wohnung im Erdgeschoß bekomme. Monsieur Bonbon, wegen seiner Schulden unter Hausarrest, will der Wache entkommen und tauscht deshalb mit Johann die Kleider. Damian, der noch eine Rechnung mit Bonbon offen hat, lässt irrtümlich Johann von zwei anderen Tandlern verprügeln, während Bonbon ebenfalls irrtümlich von den entrüsteten Bedienten verprügelt wird. Nachdem Johann wegen seiner Betrügereien festgenommen worden ist, ziehen die beiden Parteien um. Aber Adolph geht nach unten, um mit Emilie zu sprechen und nachdem Goldfuchs von Adolphs Reichtum erfahren hat, gibt er gerne sein Jawort zur Hochzeit:
„Mein Beispiel gebe warnend euch die Lehre: Fortunas Gunst ist wandelbar, es faßt der Übermuth die launenhafte Schöne, demüt’ge Dankbarkeit und weiser Sinn allein, vermag sie dauerhaft zu Fesseln. Somit empfangt meinen Segen.“ (III. Act, 33te Scene)

## Werksgeschichte
Eine Vorlage für Nestroys Werk konnte nicht festgestellt werden. Das Stück wurde mit sehr großem Erfolg, der zweite für Nestroy nach dem Lumpazivagabundus, uraufgeführt und erlebte 134 Vorstellungen. Das komplizierte Spiel der Gleichzeitigkeit auf zwei Ebenen nutzte Nestroy gekonnt zur Darstellung eines Querschnitts des Lebens, das den „Launen des Glücks“ unterworfen ist. Die Sensation eines solchen Bühnenbildes war zu Nestroys Zeiten so enorm, dass das Publikum das Theater stürmte, nur um diese aufregende, für sie neue Bühnenlösung zu sehen. Es ist anzunehmen, dass das große Interesse an Nestroys Simultanstück den Autor dazu bewogen hat, danach noch eine kompliziertere „geometrische Komödie“ als theater-technisches Experiment zu schreiben, Das Haus der Temperamente, in dem die viergeteilte Bühne die vier menschlichen Temperamente beherbergt.
Nestroy in der Rolle des Johann bekam einmal wegen seines Extemporierens fünf Tage Arrest, weil er während der Vorstellung auf seinen Feind, den Kritiker Franz Wiest, anspielte und dabei vom eingereichten Textbuch abwich:
„Auf dem Tisch wird Whist gespielt – ’s ist merkwürdig, dass das geistreichste in England erfundene Spiel den gleichen Namen mit dem dümmsten Menschen von Wien hat.“
Das Publikum reagierte teils mit frenetischem Beifall, teils mit Zeichen der Missbilligung darauf. Sogar die Auslandspresse, wie die Dresdner Abend-Zeitung vom 20. Oktober 1835, berichtete darüber und nahm für den beleidigten Journalisten Stellung.
Johann Nestroy spielte den Diener Johann, Wenzel Scholz den Tandler Damian, Friedrich Hopp den Tandler Schlucker, Ignaz Stahl den Hausherren Zins, Franz Gämmerler den Adolph, Nestroys Lebensgefährtin Marie Weiler das Kammermädchen Fanny, Direktor Carl Carl selbst führte Regie.
Im Theatermanuskript des Carltheaters ist ein – vermutlich auf Druck der Zensur entstandener – alternativer Schluss angegeben: Wegen des Festtages wird dem reumütigen Johann verziehen und er bekommt seine Fanny; die Familie Schlucker kehrt in die untere Wohnung zurück, Goldfuchs mit Adolph und Emilie, sowie Johann und Fanny ziehen wieder oben ein – die alte Ordnung ist wieder hergestellt.
Das Originalmanuskript Nestroys – ohne Titelblatt und Personenverzeichnis – umfasst 43 Blätter mit eingeklebten Zusatzzetteln. Zensurverdächtige Stellen sind bereits vorweg vom Dichter markiert. Die Originalpartitur von Adolf Müller ist ebenfalls erhalten.

## Die Rollencharaktere
Bei der Charakterisierung der Rollen ist Nestroy die der Figuren aus dem einfachen Volk entschieden besser gelungen. Monsieur Bonbon ist der stereotype Vertreter der Familie des Riccaut de la Marlinière aus Lessings Minna von Barnhelm, Herr von Goldfuchs ist karikiert als Geldprotz, Emilie bleibt eher farblos, auch Adolph gehört dem Duktus nach eher zu den „Oberen“ als zu seiner Familie.
Dagegen ist Frau Sepherl eine liebevoll gezeichnete, für die eigenen Kinder und den Pflegesohn sorgende Mutter, Schlucker ist der ganz zeitgemäße strenge Vater mit einigen unguten Charakterzügen, die bescheidene Salerl, der selbstbewusste Hausherr Georg Michael Zins; entbehrlich für die Handlung, aber als komische Figuren dennoch unverzichtbar sind der impertinent-gesinnungslose Diener Johann und der einfältige Pechvogel Damian.

## Zeitgenössische Rezeption
Die Kritiken in den Wiener Theaterzeitungen waren – abgesehen von persönlichen Animositäten zweier Rezensenten – durchwegs sehr positiv.
Die Wiener Zeitschrift für Kunst, Literatur, Theater und Mode vom 1. Oktober 1834 (Nr. 118, S. 955) schrieb:
„Wir haben uns oft in der Lage gesehen, die Arbeiten des Herrn Nestroy tadeln zu müssen. Mit desto größerem Vergnügen benützen wir die durch sein neuestes Stück gebotene Gelegenheit, dem letzteren und dem Talente des Verfassers volle Gerechtigkeit widerfahren zu lassen. Die Idee ist zwar weder in bezug auf den Inhalt noch auf das doppelte Theater neu. Allein die Ausführung gestaltet sich so trefflich, zum Teile wirklich geistreich, daß wir die Novität unbedenklich zu dem Besten rechnen, was uns die letzten Jahre gebracht haben und sie ohne Vergleich den sämtlichen früheren Produkten Nestroys vorziehen.“
In der Nestroy meist wohlgesinnten Wiener Theaterzeitung von Adolf Bäuerle vom 26. September war eine geradezu enthusiastische Beschreibung zu lesen:
„Du kannst es nicht glauben, mein freundlicher Leser, welche angenehme Überraschung es für einen Rezensenten ist, in einem Theater, das er sonst nur mit Angst zu betreten und unter allen Folterqualen schlechter Produktion zu besuchen gewohnt war, einer so überraschend glücklichen Arbeit zu begegnen. Nestroy hat endlich für sein reiches Talent einen schöneren, reineren Wirkungskreis gefunden, er ist aufgestiegen aus dem Qualm der Tabagien und aus den Schlupfwinkeln der plebejischen Liederlichkeit und hat ein humoristisches Gemälde geschaffen, für welches bei unseren dermaligen Zeit- und Kunstverhältnissen der Titel ‚Lokalposse‘ fast zu bescheiden gewählt ist.“
In der gleichen Zeitschrift verfasste Moritz Gottlieb Saphir am 30. September eine Kritik, die zwar in Ansätzen positiv war, die Abneigung dieses Kritikers Nestroy gegenüber dennoch nur schlecht verbarg. Im Sammler vom 3. Oktober konnte auch Nestroys zweiter Gegner Franz Wiest sich nicht zu einem eindeutigen Lob durchringen, dessen krampfhafte Witzelei allerdings im selben Blatte am 13. Oktober durch eine ernsthaftere Besprechung eines anderen Rezensenten zurechtgerückt wurde, die Nestroys Leistung rückhaltslos anerkannte.

## Spätere Interpretationen
Otto Rommel stellt fest, dass sowohl Publikum als auch Kritik spürte, dass hier eines der wichtigsten Motive des Volksstückes von Nestroy sehr gekonnt aufgegriffen worden war, nämlich der unversöhnliche Gegensatz zwischen arm und reich. Typisch für die Zeit des Vormärz wäre allerdings, dass jeder Zusammenhang zwischen der Armut der einen und dem Reichtum der anderen ein ursächlicher Zusammenhang bestehen könnte, negiert wurde. Die Gegensätze werden als naturgegeben angesehen, Goldfuchs nimmt die Bewohner des Erdgeschoßes nicht einmal zur Kenntnis, diese wiederum blicken zwar neidvoll aber ohne Umsturzgedanken nach oben. Einzig das Glück sei für den Ist-Zustand ebenso wie für jede Änderung zuständig. Von einer „sozialen Frage“ sei in diesem Werk Nestroys nichts zu spüren. Auch die ganz traditionelle Liebesgeschichte Emilie-Adolf und die Anbandlungsversuche des Monsieur Bonbon haben nichts mit sozialen Gegensätzen zu tun, sondern sind übliche Bestandteile der Posse dieser Zeit.
Bei Franz H. Mautner ist zu lesen, dass der Einfall, kontrastierende Geschehnisse gleichzeitig auf einer horizontal zweigeteilten Bühne darzustellen, anscheinend von Nestroy selbst stammt. Dies habe der Dichter zwei Jahre später in seinem Stück Das Haus der Temperamente (1837) noch einmal verdoppelt und eine viergeteilte Bühne eingesetzt. Wegen des menschenfreundlichen, wenn auch etwas blassen Stils sei die Kritik durchaus positiv gewesen und habe das Werk nicht ausschließlich unter die Possen oder gar Lokalpossen einreihen wollen, sondern es – vorausgesetzt, es werde von Lokalausdrücken „gereinigt“ – als für alle Bühnen Deutschlands geeignet erklärt. Mautner zeigt sich in seiner Besprechung etwas erstaunt darüber, dass eines der eher schwächeren Stücke des Dichters derart hohes Lob erhalten habe und versucht dies damit zu erklären, „dass die Zeit für Nestroys besten Stil nicht reif war.“ (Zitat)

## Text
- Gesamter Text auf nestroy.at/nestroy-stuecke/29 ebenererde (abgerufen am 30. Juni 2014)